# Велике Пецє
Велике Пецє (словен. Velike Pece) — поселення в общині Іванчна Гориця, Осреднєсловенський регіон, Словенія. Висота над рівнем моря: 310,4 м.